# قوش چاکر
قوش چاکر، از روستاهای بخش مرکزی شهرستان سرخس در استان خراسان رضوی است و در ۱۰ کیلومتری غرب شهر سرخس و در مجاورت روستای کندکلی قرار دارد.ارتفاع آن از سطح دریا ۲۷۵ متر و آب و هوای آن معتدل و خشک است. بر اساس سرشماری سال ۱۳۸۵ جمعیت آن ۱۳۷ خانوار و ۶۷۸ نفر 
است.

## مردم‌شناسی
ساکنین روستا از دو گروه سیستانی و بلوچ مهاجر از سیستان و بلوچستان تشکیل شده‌است. سیستانی‌ها شیعه و بلوچ‌ها سنی هستند.
شغل مردم روستای قوش چاکر دامداری و کشاورزی آبی می‌باشد.